# Обнінськ
Обнінськ — перший наукоград Росії, місто знаходиться на півночі Калузької області; розташований на Середньоруській височині, на річці Протва (притока Оки); за 101—106 кілометрів на північний захід від Москви по Київському (M3) або Калузькому (А101) шосе, за 68 км на північний схід від Калуги. Населення становить 132,4 тис. чоловік (2024), місто є центром Обнінської агломерації, з населенням понад 200 000 осіб.

## Історія

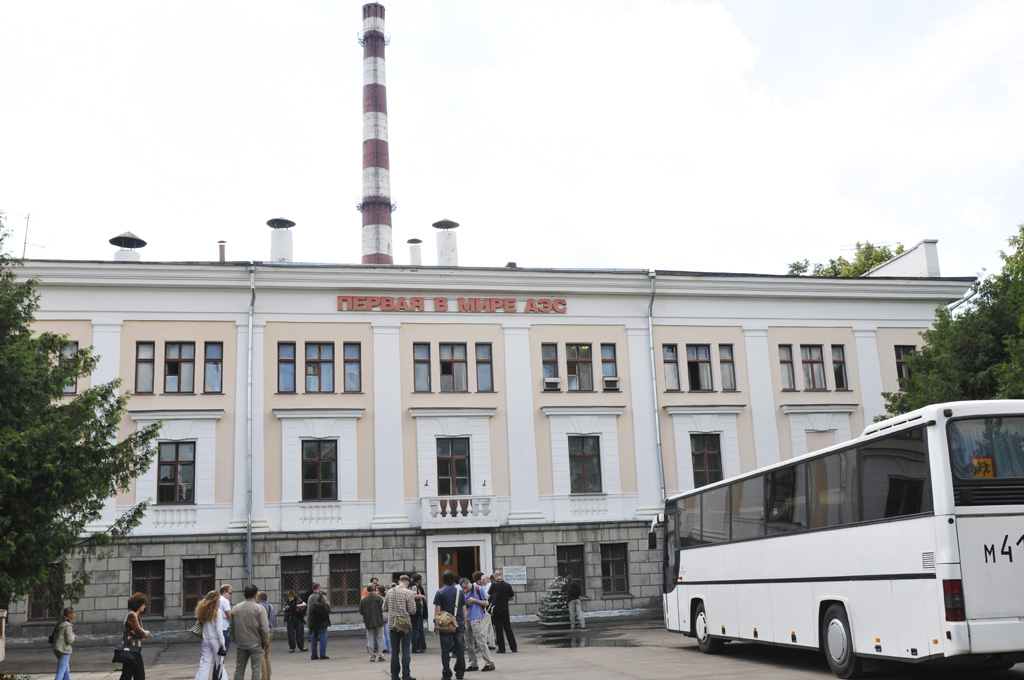
Будівля першої атомної електростанції

В 1946 році на місці селища школи-інтернату імені С. Т. Шацького «Бадьоре життя» і колишнього Іспанського дитячого будинку був створений секретний об'єкт Лабораторія «В» системи МВС СРСР (майбутній Фізико-енергетичний інститут).

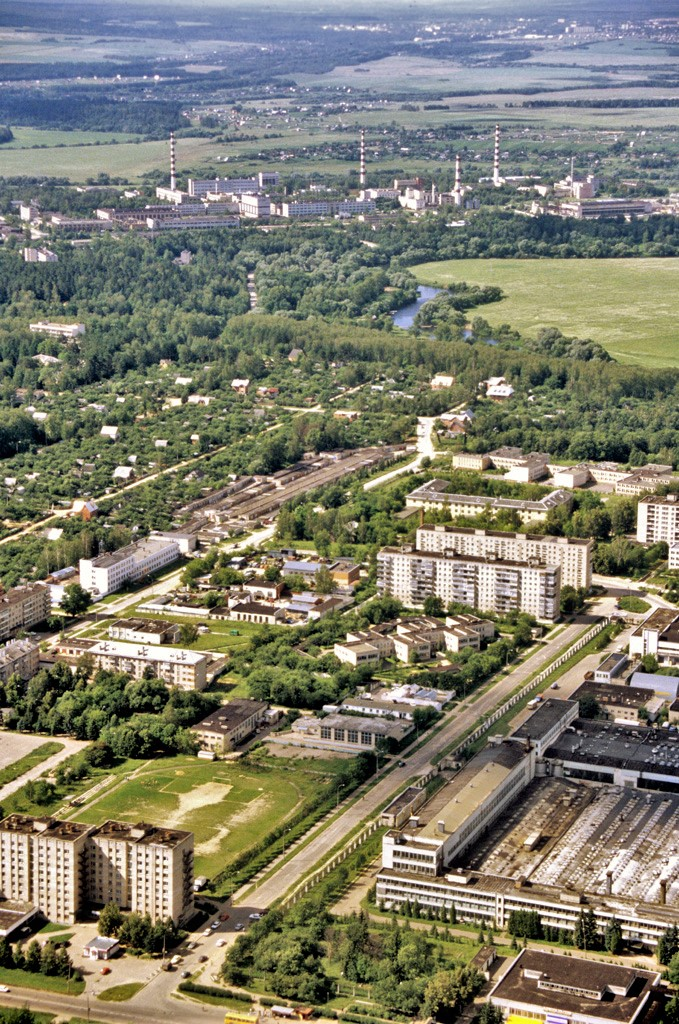
Вид на Обнінськ

Лабораторія проводила дослідження в галузі ядерної фізики, для чого були запрошені німецькі фахівці-контрактники з лабораторій Кайзера-Вільгельма, Лейпцизького університету і найкращі радянські фахівці. В результаті роботи лабораторії була побудована перша у світі атомна електростанція, запуск якої відбувся 27 червня 1954 року.
24 липня 1956 селище отримало статус міста. Свою назву місто отримало за найменуванням розташованого поруч залізничного роз'їзду (нині — станції) Обнінськ.

## Наукові центри
- Державний науковий центр РФ Фізико-енергетичний інститут (ДНЦ РФ ФЕІ)
- Державний науковий центр РФ Обнінське науково-виробниче підприємство «Технологія» (ДНЦ РФ ОНВП «Технологія»)
- Медичний радіологічний науковий центр Міністерства охорони здоров'я і соціального розвитку РФ
- Обнінська філія Державного наукового центру Російської Федерації "Науково-дослідний фізико-хімічний інститут ім. Л. Я. Карпова " (ДНЦ РФ НДФХІ)
- Всеросійський науково-дослідний інститут гідрометеорологічної інформації — Світовий центр даних (ВНДІГМІ — СЦД)
- Науково-виробниче об'єднання «Тайфун»
- Всеросійський науково-дослідний інститут сільськогосподарської радіології та агроекології (ВНДІ СГРАЕ)
- Геофізична служба РАН
- Всеросійський науково-дослідний інститут сільськогосподарської метеорології (ВНДІ СГМ)
- Центральне конструкторське бюро гідрометеорологічного приладобудування (ЦКБ ГМП)
- Обнінський центр науки і технологій (ОЦНТ)
- Обнінський інженерний центр Науково-дослідного і конструкторського інституту монтажної технології
- 510-й навчальний центр Військово-Морського Флоту (підготовка екіпажів для атомних підводних човнів)